# Rio Una (bacia do rio Paraguaçu)
O rio Una é um curso d'água intermitente no estado brasileiro da Bahia, integrando a bacia do rio Paraguaçu, na Chapada Diamantina.

## Características
Tem sua nascente na Serra do Machobongo, na cidade de Mucugê, recebendo ali o nome de Riachão. É alimentado pela confluência de vários pequenos rios e riachos, que também brotam na Serra da Chapadinha e nele deságuam, tendo como principal característica as águas de cor escura. Embora surja numa área de muitas nascentes, não possui nenhum afluente que influencie na sua vazão, e sua foz no Paraguaçu ocorre quando este rio já tem um volume expressivo.

## Sub-bacia do Una
A sub-bacia do rio Una ocupa 4,31% da área total da bacia do Paraguaçu, com um território de 2 317,38 km², e o rio com seus tributários correm nas cidades de Andaraí, Barra da Estiva, Ibicoara, Iramaia, Itaetê, Mucugê e Nova Redenção, "na parte Sul do Piemonte Oriental da Chapada Diamantina".
Seu curso inicialmente dá-se rumo ao sul, tendo por afluentes o Jiboia, Mucugezinho, Jequi (também chamado de Santo Antônio), Saminas, Invernada, Timbozinho e muitos outros córregos após desviar-se para o leste. Banha então o município de Iramaia sendo ali uma de suas atrações turísticas, com vários balneários. Tem seu curso na região noroeste da cidade, correndo para o norte. Finalmente dirige-se a nordeste e, após cruzar o Morro das Araras, em Nova Redenção, encontra com o Paraguaçu.
A região apresenta muitos assentamentos, inclusive de reforma agrária e, com o incremento do turismo na região, passou a integrar também as ações de promoção da atividade junto àquelas que atendem aos parques como o Parque Natural Municipal do Espalhado.